# Gemini 6
Gemini 6 (GT-6, anche Gemini 6A) fu una missione nello spazio con equipaggio nel corso del programma Gemini degli Stati Uniti d'America.

## L'equipaggio
Poco dopo l'atterraggio di Gemini 3, il 5 aprile 1965 la NASA annunciò che per la prossima missione disponibile, cioè Gemini 6 (gli equipaggi per le missioni di Gemini 4 e di Gemini 5 furono determinati molto prima e si trovavano già in fase di preparazione per le rispettive missioni), si sarebbe semplicemente proceduto alla sostituzione tramite inversione dei ruoli degli equipaggi principali e di quello di riserva di questa missione, mantenendo dunque la tradizione di affiancare un astronauta esperto ad uno senza un precedente volo nello spazio. Infatti venne nominato quale equipaggio della missione Walter Schirra, astronauta veterano del programma Mercury nel ruolo di comandante, con Tom Stafford nel ruolo di pilota (per l'appunto l'equipaggio di riserva di Gemini 3). Nello stesso momento vennero nominati membri dell'equipaggio di riserva gli astronauti appena rientrati dalla missione di Gemini 3, cioè il comandante Virgil Grissom e John Young.

## Preparazione
Gemini 6 avrebbe dovuto essere il primo volo del programma durante il quale il veicolo spaziale non solo avrebbe effettuato una manovra di avvicinamento (manovra rendezvous) verso un apposito satellite precedentemente lanciato in orbita, ma anche una manovra di aggancio (docking) a tale satellite. Una contemporanea attività extraveicolare durante tale aggancio venne cancellata dal programma di volo nel mese di luglio.
La capsula Gemini venne consegnata a Cape Kennedy il 4 agosto, mentre il razzo vettore del tipo Titan venne assemblato sulla rampa di lancio il 31 agosto. A causa di un uragano, dovettero però essere sospesi i lavori, tanto che il montaggio della capsula sul razzo vettore venne concluso solo il 17 settembre.
Il lancio della missione fu programmato per il 25 ottobre. Pochi giorni prima avvenne il lancio dell'apposito satellite GATV-6 al quale la capsula avrebbe dovuto agganciarsi. Venne usato un razzo vettore del tipo Atlas-Agena: però lo stadio Agena non fu in grado di raggiungere l'orbita terrestre, e pertanto il satellite fu fatto esplodere. Per questo motivo, il lancio di Gemini 6 venne disdetto quando Schirra e Stafford si trovavano già a bordo della capsula pronta per essere lanciata nello spazio.

## L'idea di un doppio lancio
Tale insuccesso causò un'enorme frustrazione all'interno della NASA fino a quando venne avanzata la proposta alquanto spavalda di sostituire la meta della manovra rendezvous, cioè l'Agena, con una seconda capsula Gemini. Il maggior problema da superare fu quello di essere in grado di effettuare due lanci entro lo stretto arco di tempo di due settimane. L'idea venne in un primo momento ritenuta essere non realizzabile, dato che c'era a disposizione una sola rampa di lancio e i relativi preparativi e le esercitazioni prima del lancio vero e proprio impegnavano più settimane.
In soli tre giorni si riuscì a discutere su tutte le problematiche di carattere tecnico e trovare soluzioni praticabili. L'importanza di un doppio lancio fu ritenuta talmente primaria, che il progetto venne annunciato personalmente dal Presidente degli Stati Uniti Lyndon B. Johnson il 28 ottobre. Il lancio venne annunciato ufficialmente per il gennaio 1966, anche se all'interno della NASA tutti i preparativi miravano ad effettuare la doppia missione entro dicembre 1965.
Uno dei problemi da risolvere fu che tutti i centri di controllo a terra, impegnati con l'osservazione delle traiettorie delle capsule Gemini, dovevano essere in grado di aver contatto contemporaneamente con entrambi i veicoli spaziali, sia per quanto concerneva il semplice contatto via radio per l'invio via voce di istruzioni di volo e colloqui in generale, come pure ed in particolar modo per la trasmissione di dati di telemetria.
La denominazione della missione venne modificata in Gemini 6-A, per segnalare chiaramente che il profilo era stato completamente modificato. Il lancio di Gemini 7, con l'equipaggio Frank Borman e Jim Lovell incaricato di una missione a lunga durata (due settimane), dovette essere effettuato prima del lancio di Gemini 6. Pertanto fu scombussolata la numerazione cronologica delle missioni.
Come radiofonisti di contatto con Gemini 6 vennero impegnati gli stessi quattro astronauti già in contatto con Gemini 7, cioè Alan Bean, Elliot See, Charles Bassett e Eugene Cernan.

## Doppio lancio ed interruzione del lancio

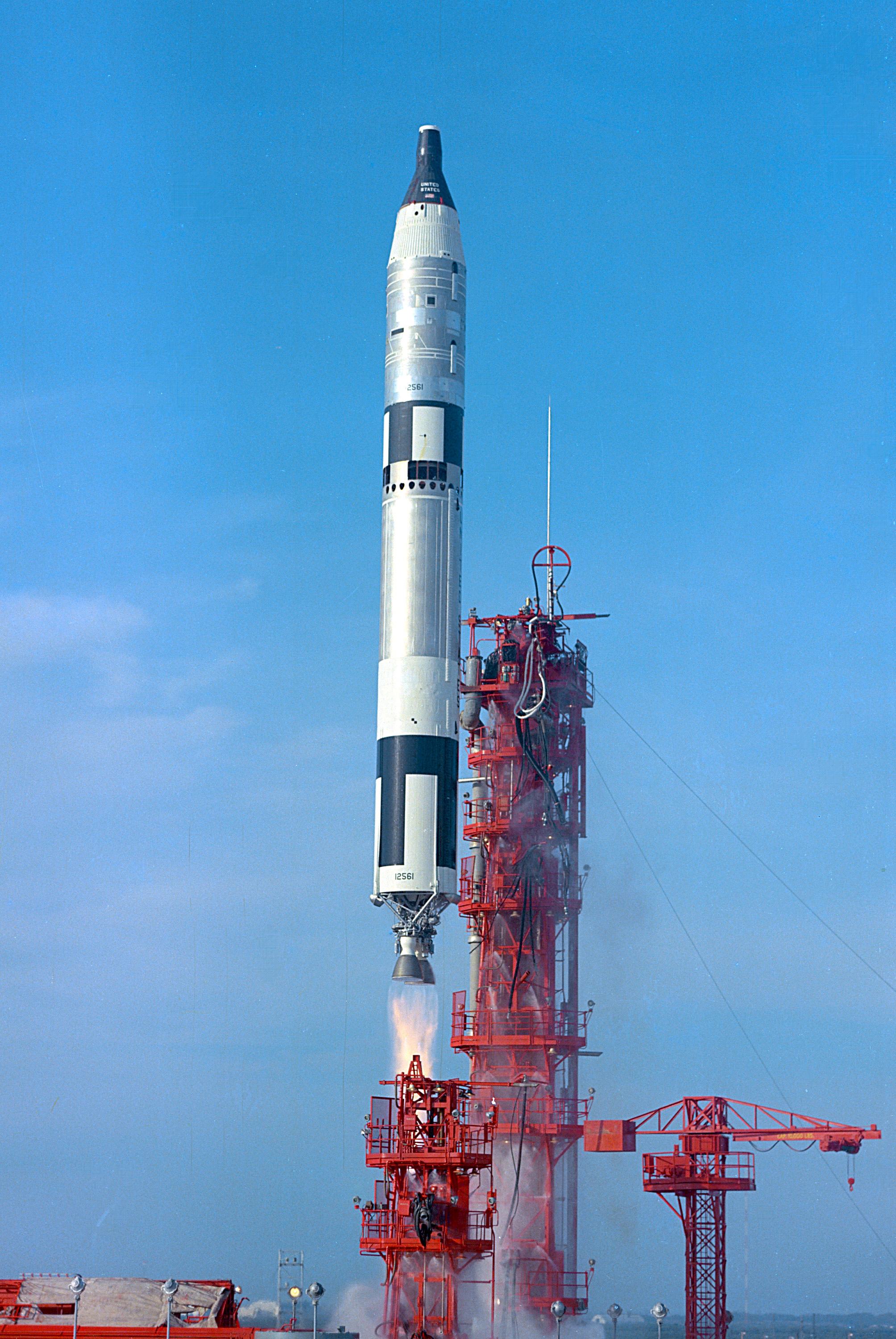
Lancio di Gemini 6

Immediatamente dopo il lancio di Gemini 7, effettuato il 4 dicembre iniziarono i preparativi per il lancio di Gemini 6-A. I lavori di assemblaggio ed i test di lancio procedettero in una maniera talmente veloce e senza incontrare problemi, che il lancio precedentemente programmato per il 13 dicembre venne anticipato al 12 dicembre.
Se i preparativi erano proceduti normalmente, gli eventi iniziarono a capovolgersi uno dietro l'altro poco prima del lancio stesso: i congegni di propulsione si erano già accesi, quando un cavo non montato correttamente si sciolse dall'allacciamento al razzo. Questo cavo era programmato a staccarsi al momento del distacco da terra azionando in questo modo l'orologio all'interno della cabina di pilotaggio cronometrante la durata della missione. Siccome il cronometro era stato azionato mentre il razzo era ancora fermo a terra, i congegni di propulsione si spensero automaticamente.
Schirra dimostrò di avere nervi d'acciaio quando si accorse che il cronometro si era messo in funzione, mentre i congegni di propulsione si erano spenti. Ciò fu infatti un segnale di evidente pericolo, in quanto segno inequivocabile che il lancio era fallito. Nella sua funzione di comandante, avrebbe dovuto immediatamente azionare gli appositi sedili, affinché l'equipaggio venisse catapultato fuori dall'abitacolo: infatti un razzo completamente pieno di combustibile che si trovava in pericolo di precipitare o come in questo caso rovesciarsi sulla rampa di lancio (dato che non era più sostenuto dagli appositi congegni) sarebbe con ogni probabilità esploso. Entrambi gli astronauti non credettero alle indicazioni del cronometro, dato che non si erano accorti di alcun movimento verso l'alto del razzo. Pertanto rimasero calmi segnalando semplicemente lo spegnimento dei congegni di propulsione. Solo dopo che fu chiaro che il razzo non si sarebbe rovesciato, e che gli appositi sedili non erano stati azionati, gli astronauti vennero recuperati e fatti uscire dall'abitacolo della capsula Gemini.
Il lancio dovette ovviamente essere spostato di qualche giorno: ma il ritardo fu ovviamente molto minore di quanto sarebbe capitato se i sedili fossero stati azionati.
L'inchiesta per chiarire l'insuccesso del lancio svoltasi immediatamente dopo a questi fatti portò alla luce non solo che ulteriori cavi erano stati montati in una maniera abbastanza malferma, ma che era addirittura stato dimenticato di levare un'apposita copertura dei congegni di propulsione onde evitare l'entrata di polvere, fatto che indipendentemente dal distacco del cavo avrebbe causato lo spegnimento dei congegni e la conseguente interruzione del lancio.
La fretta nell'assemblaggio fu dunque quasi la ragione di una tragedia in fondo scampata di poco.

## Missione
Finalmente il 15 dicembre il terzo tentativo di lancio (considerando come primo quello interrotto di ottobre), riuscì senza riscontrare alcun problema. Durante la quarta orbita intorno alla Terra, Gemini 6-A incontrò la capsula di Gemini 7 che era in orbita da ormai undici giorni. Schirra e Stafford si avvicinarono a 40 metri da Gemini 7 in un momento durante il quale le due capsule si trovavano in una posizione relativamente ferma l'una verso l'altra.
Le capsule sovietiche Vostok già negli anni 1962 e 1963 si erano avvicinate l'una verso l'altra. Tale fatto avvenne comunque come risultato di una serie di precisissimi calcoli di traiettoria all'atto del lancio e non a causa di manovre effettuate pilotando direttamente le singole capsule. Pertanto le manovre di Gemini 6-A rispettivamente di Gemini 7 possono essere considerate come prime manovre di avvicinamento della storia dei voli nello spazio.

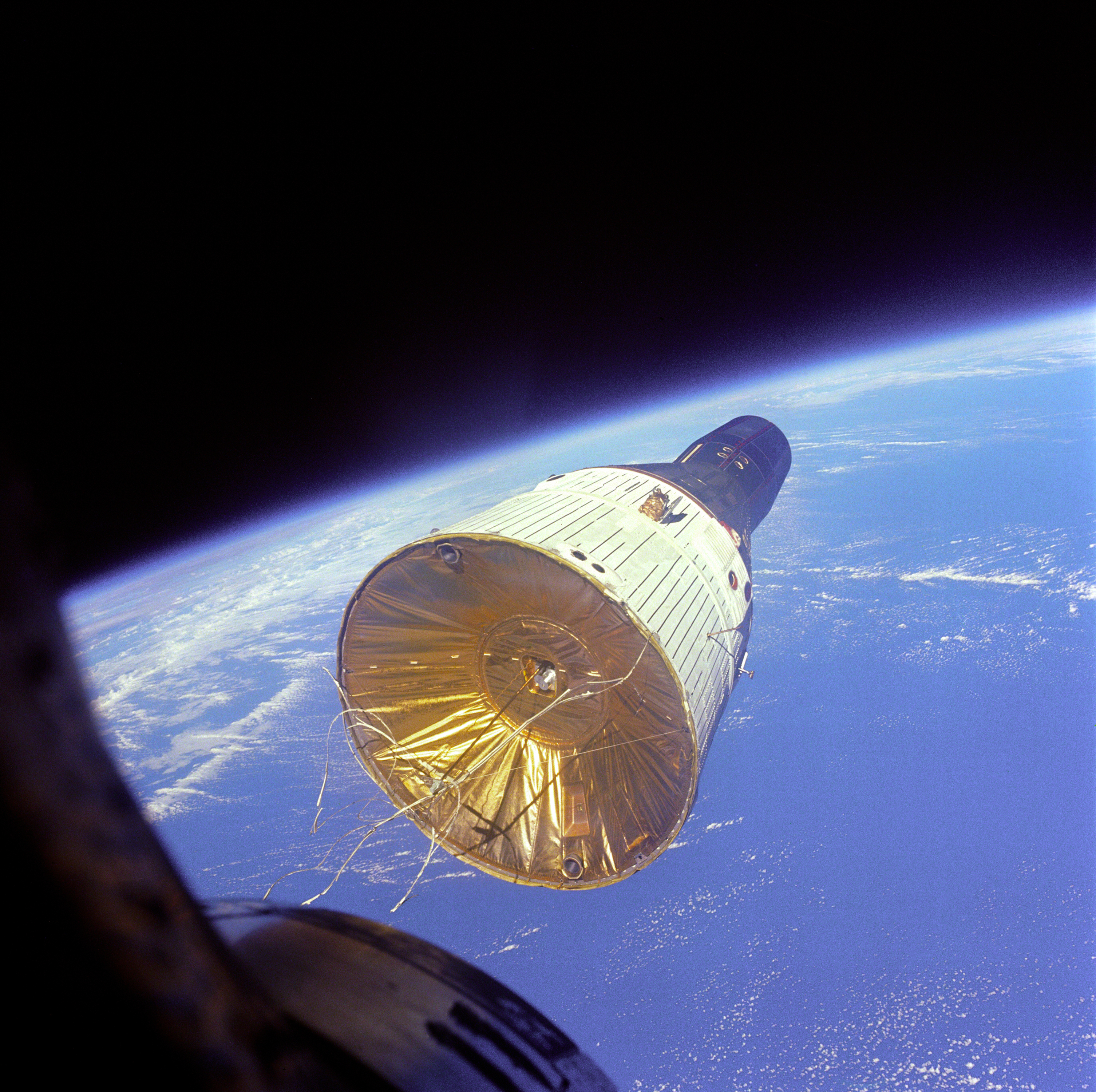
Gemini 7 vista da Gemini 6

Gemini 6 era dotata di sufficiente carburante per eseguire diverse manovre. Una di queste avvicinò le due capsule addirittura a 30 cm. Durante tale manovra, Schirra e Stafford ispezionarono la poppa della capsula di Gemini 7, durante un'ulteriore manovra si avvicinarono naso a naso. Gemini 7 che si trovava nello spazio da diverso tempo, dovette risparmiare le sue riserve di carburante. Pertanto gli astronauti Borman e Lovell furono piuttosto obiettivi passivi per gli astronauti di Gemini 6, che parteciparono attivamente alle manovre.
Durante una di queste manovre di rendezvous l'astronauta di Gemini 7 Lovell chiese: "Come è la vista?". Schirra rispose: "Pessima. Infatti se guardo dalla finestra posso vedere le vostre brutte facce."
Considerato che tutti gli obiettivi della missione erano stati raggiunti, il rientro di Gemini 6-A venne avviato dopo una sola giornata di volo. Per la prima volta nella storia, tale ammaraggio venne trasmesso in diretta. Nota finale interessante fu che Schirra e Stafford, recuperati dalla USS Wasp, uscirono dalla loro capsula solo dopo essere stati portati a bordo della portaerei.

## Importanza per il programma Gemini
Gemini 6-A e Gemini 7 furono la dimostrazione impressionante della possibilità di pilotaggio preciso delle capsule Gemini. Con una variazione di velocità di soli 3 cm al secondo fu possibile effettuare dei cambi e modifiche di traiettoria di carattere finissimo. La successiva missione Gemini 8 venne dunque concepita per assumere il piano di volo originario previsto per Gemini 6, cioè l'agganciamento ad un satellite Agena (un ulteriore passo in avanti in direzione di un futuro volo verso la Luna).